# Derventa
Derventa (Дервента) je město a sídlo v regionu Doboj v Posáví v Republice srbské v rámci Bosny a Hercegoviny. Sídlo zahrnuje 57 vesnic a nachází se severozápadně od města Doboj. V roce 2013 zde ve městě žilo celkem 11 631 obyvatel.

## Zeměpisné chrakteristiky
Derventa se nalézá na hranici s obcemi Brod, Modriča, Doboj, Prnjavor a Srbac.

### Vesnice a sídla Derventy
• Agići
• Begluci
• Bijelo Brdo
• Bosanski Dubočac
• Brezici
• Bukovac
• Bukovica Mala
• Bukovica Velika
• Bunar
• Cerani
• Crnča
• Dažnica
• Derventa
• Donja Bišnja
• Donja Lupljanica
• Donji Detlak
• Donji Višnjik
• Drijen
• Gornja Bišnja
• Gornja Lupljanica
• Gornji Božinci
• Gornji Detlak
• Gornji Višnjik
• Gradac
• Gradina
• Kalenderovci Donji
• Kalenderovci Gornji
• Kostreš
• Kovačevci
• Kulina
• Kuljenovci
• Derventski Lug
• Lužani
• Lužani Bosanski
• Lužani Novi
• Mala Sočanica
• Mišinci
• Miškovci
• Modran
• Osinja
• Osojci
• Pjevalovac
• Pojezna
• Poljari
• Polje
• Rapćani
• Stanići
• Šušnjari
• Tetima
• Trstenci
• Tunjestala
• Velika
• Velika Sočanica
• Vrhovi
• Zelenike
• Žeravac i Živinice.

## Historie
Mezi roky 1929 a 1939 byla Derventa součástí Vrbaské bánoviny a mezi roky 1939 a 41 Chorvatské Banoviny v rámci Království Jugoslávie.

## Demografie

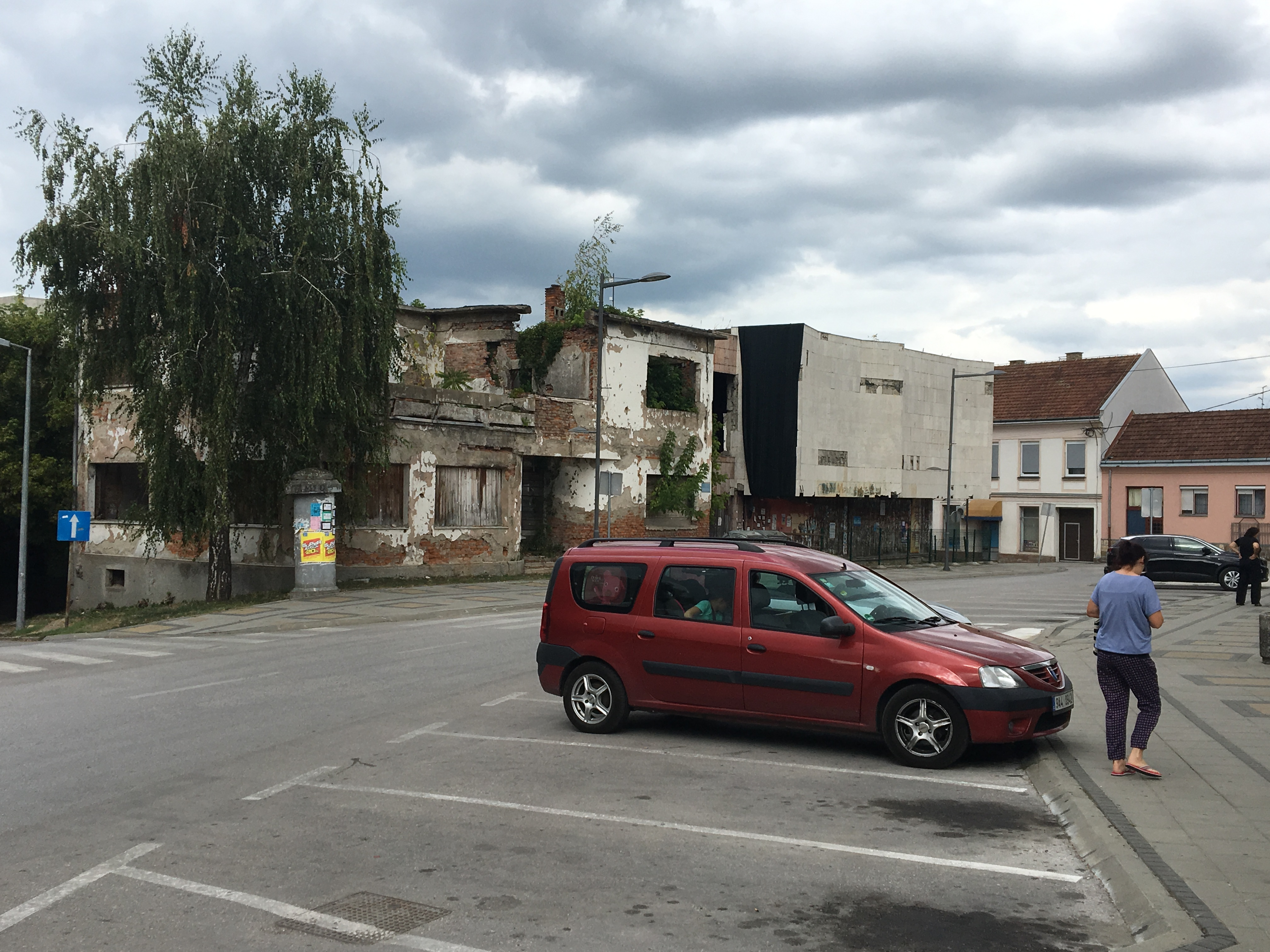
Náměstí v Derventě – pozůstatky bosenské války

Obyvatelstvo Derventy se dělí do dvou kategorií. První skupina zahrnuje pouze obyvatele samotného města, druhá zahrnuje i občany přidružených vesnic a obcí. Počet a národnostní struktura občanů prodělala významnou proměnu zejména během bosenské války v letech 1992–1995.
| Počet občanů města |        |        |         |        |          |        |            |        |         |       |        |  |  |
| Rok                | Srbové | %      | Bosňáci | %      | Chorvaté | %      | Jugoslávci | %      | Ostatní | %     | Celkem |  |  |
| 1971               | 2496   | 21,10% | 5065    | 42,83% | 3439     | 29,08% | 459        | 3,88%  | 365     | 3,08% | 11 824 |  |  |
| 1981               | 2934   | 20,43% | 4593    | 31,99% | 3727     | 25,95% | 2799       | 19,49% | 304     | 2,11% | 14 357 |  |  |
| 1991               | 4555   | 25,66% | 5558    | 31,31% | 4317     | 24,32% | 2623       | 14,77% | 695     | 3,91% | 17 748 |  |  |
|                    |        |        |         |        |          |        |            |        |         |       |        |  |  |

| Počet občanů oblasti |        |        |         |        |          |        |            |       |         |       |        |  |  |
| Rok                  | Srbové | %      | Bosňáci | %      | Chorvaté | %      | Jugoslávci | %     | Ostatní | %     | Celkem |  |  |
| 1971                 | 23 124 | 41,18% | 6548    | 11,66% | 25 228   | 44,93% | 575        | 1,02% | 666     | 1,18% | 56 141 |  |  |
| 1981                 | 22 840 | 40,06% | 6034    | 10,58% | 23 629   | 41,44% | 3752       | 6,58% | 75      | 1,32% | 57 010 |  |  |
| 1991                 | 22 938 | 40,60% | 7086    | 12,54% | 21 952   | 38,86% | 3348       | 5,92% | 1165    | 2,06% | 56 489 |  |  |
|                      |        |        |         |        |          |        |            |       |         |       |        |  |  |

## Sport
Nejpopulárnějším sportem v Derventě je fotbal. Prvním derventským fotbalovým klubem, který vznikl v roce 1919, byl FK Dečko.

## Významné osobnosti
- Vedran Ćorluka, fotbalista
- Mile Kitić, folkový zpěvák
- Dara Bubamara, popový zpěvák
- Miroslav Pejić, fotbalista
- Arsen Oremović, novinář a filmový režisér
- Mario Tokić, fotbalista
- Ivan Martić, fotbalista
- Abaz Arslanagić, hráč házené
- Muhamed Memić, hráč házené
- Sulejman Medenčević, filmař
- Senad Lupić, fotbalista
- Zoran Rankić, herec
- Alojz Benac, archeolog
- Miroslav Konopek, fotbalista